# Lilo Schrammel
Lilo Schrammel (Gols, 18 september 1949) is een Oostenrijks beeldend kunstenaar gespecialiseerd in keramische objecten.
Schrammel behaalde een master aan de Universität für angewandte Kunst te Wenen in 1973 en specialiseerde tot 1975 aan de Academie Minerva te Groningen bij Kees van Renssen.  Ze begon een eigen studio in Wenen in 1979.
In 1980 werd ze laureaat van de Förderungspreis des Wiener Kunstfonds. Ze bekwam in 1982 een jaar het Österreichisches Staatsstipendium für bildende Kunst, dat het Bundesministerium Kunst, Kultur, öffentlicher Dienst und Sport toekent om een kunstenaar toe te laten een langere periode aan een groot creatief project te kunnen werken. In 1984 werd ze een van de laureaten van de  Theodor Körner Preis van het Oostenrijkse Theodor Körner Fonds. In 1998 werd ze een van de laureaten van de Salzburger Keramikpreise en verkreeg ze de Keramikpreis des Landes Salzburg.
- RKD-Nederlands Instituut voor Kunstgeschiedenis: 326947